# 1309
Il 1309 (MCCCIX in numeri romani) è un anno  del XIV secolo.

## Eventi
- 27 marzo -  il papa Clemente V scomunica Venezia e tutti i veneziani con la sua bolla In Omnem.
- Inizio della "cattività avignonese": periodo dove il Papato viene spostato da Roma ad Avignone.
- Nasce la lega lombardo-tosco-romagnola per ostacolare l'azione di Enrico VII di Lussemburgo (chiamato da Dante "Arrigo").
- Roberto I d'Angiò diviene nuovo re di Napoli e re titolare di Gerusalemme succedendo a Carlo II d'Angiò.
- 7 giugno - Storica battaglia di Camerata Picena (AN). Si scontrarono da una parte i Ghibellini guidati da Jesi e dall'altra parte i Guelfi guidati da Ancona.  Gli jesini ebbero la meglio al punto che uno di essi giunse a piantare lo stendardo della città nei merli della porta di Ancona. I prigionieri furono condotti a Jesi con i loro carrocci, gli stendardi, le armi catturate. I cronisti affermano che la battaglia fu la più sanguinosa che fosse stata combattuta nei dintorni ai tempi dei Guelfi e dei Ghibellini.

## Nati
- 9 giugno - Roberto I del Palatinato, conte († 1390)
- Guglielmo Buccheri, religioso italiano († 1404)
- Giovanni II di Norimberga, nobile tedesco († 1357)
- Giovanni I di Nassau-Weilburg, conte tedesco († 1371)
- Giovanni da Amelia, cardinale e arcivescovo cattolico italiano († 1386)
- Margherita I di Borgogna, contessa († 1382)
- Paolo Trinci, religioso italiano († 1391)
- Maria di Valois, nobile francese († 1332)
- Ghigo VIII de la Tour-du-Pin, nobile francese († 1333)

## Morti
- 4 gennaio - Angela da Foligno, mistica italiana (n. 1248)
- 21 gennaio - Guido dei Bonacolsi, politico italiano
- 7 marzo - Lovato Lovati, notaio e poeta italiano
- 5 maggio - Carlo II di Napoli, sovrano (n. 1254)
- 19 maggio - Agostino Novello, religioso italiano (n. 1240)
- 10 agosto - Giovanni Boccamazza, cardinale e arcivescovo cattolico italiano
- 12 novembre - Giovanni da Scanzo, vescovo cattolico italiano
- 3 dicembre - Enrico III di Głogów, nobile polacco
- Alda di Siena, mistica e infermiera italiana (n. 1249)
- Boghislao IV di Pomerania, nobile
- Lottieri Della Tosa, vescovo cattolico e politico italiano
- Tettsū Gikai, monaco buddista giapponese (n. 1219)
- Francesco Grimaldi di Monaco, monegasco
- James of Saint George, architetto francese
- Luca Savelli di Giovanni, militare e politico italiano
- Taliku, condottiero mongolo
- Giorgio I di Bulgaria, sovrano bulgaro
- Ugo di Empúries, militare e politico spagnolo

## Calendario
| Calendario 1309 | Calendario 1309 | Calendario 1309 | Calendario 1309 | Calendario 1309 | Calendario 1309 | Calendario 1309 | Calendario 1309 | Calendario 1309 | Calendario 1309 | Calendario 1309 | Calendario 1309 | Calendario 1309 | Calendario 1309 | Calendario 1309 | Calendario 1309 | Calendario 1309 | Calendario 1309 | Calendario 1309 | Calendario 1309 | Calendario 1309 | Calendario 1309 | Calendario 1309 | Calendario 1309 | Calendario 1309 | Calendario 1309 | Calendario 1309 | Calendario 1309 | Calendario 1309 | Calendario 1309 | Calendario 1309 | Calendario 1309 | Calendario 1309 |
| --------------- | --------------- | --------------- | --------------- | --------------- | --------------- | --------------- | --------------- | --------------- | --------------- | --------------- | --------------- | --------------- | --------------- | --------------- | --------------- | --------------- | --------------- | --------------- | --------------- | --------------- | --------------- | --------------- | --------------- | --------------- | --------------- | --------------- | --------------- | --------------- | --------------- | --------------- | --------------- | --------------- |
|                 | 1               | 2               | 3               | 4               | 5               | 6               | 7               | 8               | 9               | 10              | 11              | 12              | 13              | 14              | 15              | 16              | 17              | 18              | 19              | 20              | 21              | 22              | 23              | 24              | 25              | 26              | 27              | 28              | 29              | 30              | 31              |                 |
| Gennaio         | Me              | Gi              | Ve              | Sa              | Do              | Lu              | Ma              | Me              | Gi              | Ve              | Sa              | Do              | Lu              | Ma              | Me              | Gi              | Ve              | Sa              | Do              | Lu              | Ma              | Me              | Gi              | Ve              | Sa              | Do              | Lu              | Ma              | Me              | Gi              | Ve              |                 |
| Febbraio        | Sa              | Do              | Lu              | Ma              | Me              | Gi              | Ve              | Sa              | Do              | Lu              | Ma              | Me              | Gi              | Ve              | Sa              | Do              | Lu              | Ma              | Me              | Gi              | Ve              | Sa              | Do              | Lu              | Ma              | Me              | Gi              | Ve              |                 |                 |                 |                 |
| Marzo           | Sa              | Do              | Lu              | Ma              | Me              | Gi              | Ve              | Sa              | Do              | Lu              | Ma              | Me              | Gi              | Ve              | Sa              | Do              | Lu              | Ma              | Me              | Gi              | Ve              | Sa              | Do              | Lu              | Ma              | Me              | Gi              | Ve              | Sa              | Do              | Lu              |                 |
| Aprile          | Ma              | Me              | Gi              | Ve              | Sa              | Do              | Lu              | Ma              | Me              | Gi              | Ve              | Sa              | Do              | Lu              | Ma              | Me              | Gi              | Ve              | Sa              | Do              | Lu              | Ma              | Me              | Gi              | Ve              | Sa              | Do              | Lu              | Ma              | Me              |                 |                 |
| Maggio          | Gi              | Ve              | Sa              | Do              | Lu              | Ma              | Me              | Gi              | Ve              | Sa              | Do              | Lu              | Ma              | Me              | Gi              | Ve              | Sa              | Do              | Lu              | Ma              | Me              | Gi              | Ve              | Sa              | Do              | Lu              | Ma              | Me              | Gi              | Ve              | Sa              |                 |
| Giugno          | Do              | Lu              | Ma              | Me              | Gi              | Ve              | Sa              | Do              | Lu              | Ma              | Me              | Gi              | Ve              | Sa              | Do              | Lu              | Ma              | Me              | Gi              | Ve              | Sa              | Do              | Lu              | Ma              | Me              | Gi              | Ve              | Sa              | Do              | Lu              |                 |                 |
| Luglio          | Ma              | Me              | Gi              | Ve              | Sa              | Do              | Lu              | Ma              | Me              | Gi              | Ve              | Sa              | Do              | Lu              | Ma              | Me              | Gi              | Ve              | Sa              | Do              | Lu              | Ma              | Me              | Gi              | Ve              | Sa              | Do              | Lu              | Ma              | Me              | Gi              |                 |
| Agosto          | Ve              | Sa              | Do              | Lu              | Ma              | Me              | Gi              | Ve              | Sa              | Do              | Lu              | Ma              | Me              | Gi              | Ve              | Sa              | Do              | Lu              | Ma              | Me              | Gi              | Ve              | Sa              | Do              | Lu              | Ma              | Me              | Gi              | Ve              | Sa              | Do              |                 |
| Settembre       | Lu              | Ma              | Me              | Gi              | Ve              | Sa              | Do              | Lu              | Ma              | Me              | Gi              | Ve              | Sa              | Do              | Lu              | Ma              | Me              | Gi              | Ve              | Sa              | Do              | Lu              | Ma              | Me              | Gi              | Ve              | Sa              | Do              | Lu              | Ma              |                 |                 |
| Ottobre         | Me              | Gi              | Ve              | Sa              | Do              | Lu              | Ma              | Me              | Gi              | Ve              | Sa              | Do              | Lu              | Ma              | Me              | Gi              | Ve              | Sa              | Do              | Lu              | Ma              | Me              | Gi              | Ve              | Sa              | Do              | Lu              | Ma              | Me              | Gi              | Ve              |                 |
| Novembre        | Sa              | Do              | Lu              | Ma              | Me              | Gi              | Ve              | Sa              | Do              | Lu              | Ma              | Me              | Gi              | Ve              | Sa              | Do              | Lu              | Ma              | Me              | Gi              | Ve              | Sa              | Do              | Lu              | Ma              | Me              | Gi              | Ve              | Sa              | Do              |                 |                 |
| Dicembre        | Lu              | Ma              | Me              | Gi              | Ve              | Sa              | Do              | Lu              | Ma              | Me              | Gi              | Ve              | Sa              | Do              | Lu              | Ma              | Me              | Gi              | Ve              | Sa              | Do              | Lu              | Ma              | Me              | Gi              | Ve              | Sa              | Do              | Lu              | Ma              | Me              |                 |